# Truck Simulator
Truck Simulator là một loạt trò chơi mô phỏng xe được tạo bởi SCS Software. Tiêu đề đầu tiên trong sê -ri, Euro Truck Simulator, được phát hành vào ngày 29 tháng 8 năm 2008 cho Microsoft Windows và OS X và trò chơi mô phỏng xe tải châu Âu đầu tiên được thiết lập. Phần tiếp theo của Euro Truck Simulator, Euro Truck Simulator 2, được phát hành vào ngày 19 tháng 10 năm 2012 cho Microsoft Windows và năm 2013 cho Linux.

## Trò chơi

### Euro Truck Simulator
Euro Truck Simulator đầu tiên được phát hành vào ngày 29 tháng 8 năm 2008 cho Microsoft Windows và OS X và mô phỏng xe tải đầu tiên được phát triển ở châu Âu của các trò chơi. Người chơi chọn quốc gia bắt đầu từ Áo, Bỉ, Cộng hòa Séc, Pháp, Đức, Ý, Hà Lan, Ba Lan, Bồ Đào Nha, Tây Ban Nha, Thụy Sĩ và Vương quốc Anh (chỉ có phiên bản 1.2 và 1.3). Ban đầu, người chơi chỉ có quyền truy cập vào quốc gia khởi đầu của họ, ngoại trừ nếu nó chứa ít hơn ba thành phố, trong trường hợp này, một hoặc nhiều quốc gia liền kề cũng sẽ có thể truy cập được. Ví dụ: nếu một người chơi bắt đầu trò chơi ở Ý hoặc Thụy Sĩ, họ sẽ được kết nối với người khác miễn phí. Từ đó, người chơi chọn chiếc xe tải đầu tiên của mình với ngân sách 100 000 €.
Sau này, người chơi có thể bắt đầu nhận công việc từ các công ty hư cấu khác nhau và giao hàng hóa đến các thành phố khác nhau ở quốc gia khởi nghiệp của họ để kiếm tiền. Số tiền này sau đó có thể được chi cho một chiếc xe tải mới, nâng cấp chiếc xe tải hiện tại, mở rộng kinh doanh sang các quốc gia khác và có được giấy phép lái xe rơ-moóc chở xăng dầu và hóa chất.
Trò chơi có các mẫu xe tải châu Âu với các dụng cụ làm việc như đèn báo nhấp nháy, đèn cảnh báo nhiệt độ và nhiên liệu thấp, cần gạt nước và đồng hồ đo. Những chiếc xe tải bao gồm các biến thể hư cấu của Mercedes-Benz Actros (được biết đến với tên gọi Majestic), Renault Magnum (được gọi là Runner), Scania R-series (được gọi là Swift) và Volvo FH16 (được gọi là Valiant).

### Euro Truck Simulator 2
Phần tiếp theo của Euro Truck Simulator là Euro Truck Simulator 2, được phát hành vào ngày 19 tháng 10 năm 2012 cho Microsoft Windows vào năm 2013 cho Linux. Người chơi chọn thành phố khởi đầu của mình từ nhiều địa điểm khác nhau ở Áo, Bỉ, Cộng hòa Séc, Pháp, Đức, Hungary (trong phần mở rộng Going East!), Ý, Luxembourg, Hà Lan, Ba Lan, Slovakia, Thụy Sĩ và Vương quốc Anh.
Lúc đầu, người chơi chỉ có thể nhận những công việc nhanh chóng. Những công việc nhanh chóng này liên quan đến việc giao xe kéo và hàng hóa từ một nhà máy (nhà để xe) đến một nhà máy khác (thường liên quan đến việc giao hàng giữa các thị trấn và tiểu bang khác nhau). Các công việc nhanh chóng được cung cấp bởi các công ty hậu cần, giao hàng trong trò chơi và tất cả các chi phí nhiên liệu, dịch vụ và phí đường cao tốc được trả bởi người sử dụng lao động (các công ty giao hàng). Do đó, khi thực hiện các công việc nhanh chóng, không phải trả phí cầu đường, nhiên liệu và phí dịch vụ. Khi người chơi kiếm được tiền hoặc vay ngân hàng, cuối cùng họ có thể tự mua một chiếc xe tải, họ có thể mua từ các đại lý xe tải và showroom xe tải (lưu ý rằng các đại lý và showroom xe tải phải được 'phát hiện' trước). Với đủ tiền, người chơi có thể có được một nhà để xe tại nhà, và bắt đầu kiếm thêm tiền bằng cách giao hàng bằng cách sử dụng xe tải của riêng họ thay vì chỉ là một tài xế cho thuê (thị trường vận chuyển hàng hóa). Tiền kiếm được trong trò chơi có thể được dùng để nâng cấp hoặc mua xe tải mới, thuê tài xế NPC đảm nhận việc giao hàng (cơ quan việc làm liên quan phải được 'phát hiện' trước), mua thêm nhà để xe và mở rộng nhà để xe để chứa nhiều xe tải hơn.
Người chơi nhận được điểm kinh nghiệm sau mỗi lần giao hàng làm tăng cấp độ của người chơi và điểm kỹ năng được trao sau mỗi lần tăng cấp. Điểm kỹ năng có thể được sử dụng để mở khóa việc giao hàng yêu cầu các lớp ADR khác nhau, giao hàng đường dài hơn, tải hàng hóa đặc biệt, tải hàng hóa dễ vỡ, giao hàng khẩn cấp và lái xe sinh thái. Sự tiến bộ này cho phép người chơi đảm nhận các công việc được trả lương cao hơn.
Trò chơi có bảy mươi bảy thành phố ở mười ba quốc gia, hơn hai mươi loại hàng hóa và hơn mười lăm công ty hư cấu ở châu Âu.
Trò chơi bao gồm hai công ty xe tải mới, Scania và Renault Trucks, với MAN trở về từ trò chơi gốc. Xe tải DAF, Iveco, Mercedes-Benz và Volvo không được cấp phép chính thức và đã đổi tên thành DAV, Ivedo, Majestic và Valiant. Các bản cập nhật sau này bao gồm giấy phép chính thức cho DAF, Iveco và Volvo và nhãn hiệu chính thức cho DAF XF, Volvo FH16 và Iveco Stralis. Vào tháng 1 năm 2013, SCS Software đã công bố gói nội dung có thể tải xuống được gọi là Going East!, mở rộng bản đồ trò chơi sang Đông Âu. DLC đã giới thiệu mười ba thành phố mới trên khắp Ba Lan, Slovakia, Cộng hòa Séc và một quốc gia mới, Hungary, và được phát hành vào tháng 9 năm 2013. Bất thường, Mercedes-Benz không muốn tên của họ có mặt trong Euro Truck Simulator 2, và vẫn được gọi là "Majestic (Hùng vĩ)". Giấy phép của Mercedes-Benz đã được thêm vào trò chơi với phiên bản 1.18.1.

### American Truck Simulator
American Truck Simulator diễn ra ở Bắc Mỹ và sẽ có hơn 100 thành phố. Trò chơi có các xe tải thông thường theo phong cách Mỹ, thay vì các xe tải châu Âu, cùng với các hãng tương đồng trên các xe tải được tìm thấy trong hai trò chơi trước đó và trò chơi được phát hành vào ngày 2 tháng 2 năm 2016.